# Сан-Жуан-да-Мульєт
Сант-Хоан-де-Моллет — село в Іспанії, у складі автономної спільноти Каталонія, у провінції Жирона. Муніципалітет займає площу 3,16 км2, а населення в 2014 році становило 509 осіб. 